# 東京生テレビ
『東京生テレビ』（とうきょうなまテレビ）は、2015年6月1日から2017年7月8日まで東京エリア（東京都のほぼ全域と埼玉県和光市・新座市内）のJ:COMチャンネルで放送されていた情報バラエティ番組である。

## 概要
リポーターが東京都内各地に現れ、その地域のローカル情報と隠れた魅力を発掘していく模様を生放送。映像のすべてが生中継で、それをテレビカメラ1台のみで行っていた点に特徴があった。視聴者参加型番組でもあり、視聴者が番組に情報提供や企画提案をすることもできた。番組のキャッチフレーズは「都のため人のため」で、このフレーズは番組タイトルロゴにも掲げられていた。
当初は毎週月曜 - 金曜 18:00 - 18:40 （日本標準時）に放送の帯番組であったが、2015年10月3日からは毎週土曜 11:00 - 11:54 （日本標準時）の放送となった。また帯番組時代には、出演メンバーのいずれか1人が単独でリポートしていたが、土曜昼の放送になってからは、男性MCのいずれか1人（または1組）と女性アシスタントのいずれか1人がペアを組んでリポートする方式となった。

## 出演者

### 2015年10月10日までのメンバー
- 神田蘭
- 植松哲平
- 谷修 - 番組のエンディングテーマ「虹色カメラ（東京生テレビver.）」の作詞・作曲・歌唱も担当。

### 2015年10月24日以降のメンバー

#### MC
- 中村ゆうじ
- フルーツポンチ
- デンジャラス
- 杉浦太陽
- ルー大柴
- 佐藤弘道
- 中村豪（やるせなす）
- 内山信二 - 当初はゲストで出演していたが、ゲスト2回目となる2016年4月23日放送分でレギュラーメンバー入りした。
- なぎら健壱
- 照英

#### アシスタント
- 東京都内のJ:COM各局の『デイリーニュース』担当キャスター
- 佐藤さくら
- 笹木香利

#### その他の出演者
- 東京23区ガールズ - 2016年4月30日放送分から出演。通常はメンバーの中から3人が出演していたが、回によってはそれ以上あるいはメンバー全員が出演することもあった[4]。